# Station Piaski Wielkopolskie
Station Piaski Wielkopolskie is een spoorwegstation in de Poolse plaats Piaski.